# Allison Harvard
Allison Elizabeth Harvard (Houston, Texas, 8 de enero de 1988) es una modelo, artista, fotógrafa, actriz y celebridad de Internet, más conocida por haber ocupado el segundo puesto en las temporadas 12 y 17 de America's Next Top Model. Ha aparecido en portadas de revistas como Harper's Bazaar, ONE, WeTheUrban y una de las principales revistas de moda de Filipinas, Mega. También se presentó como probadora de la marca Belo Medical Group y estuvo en la portada de la edición especial de su revista.

## Primeros años
Harvard nació en Houston, Texas y creció en Nueva Orleans, Luisiana. Asistió a la Universidad Estatal de Luisiana en Baton Rouge antes de trasladarse a la Universidad de Nueva Orleans, donde estudió arte durante el semestre de primavera. Su obra de arte aparece en la novela de 2007, The Story Told at Night, por Liza Kuznetsova.
En 2005, antes de su aparición en America's Next Top Model, Harvard ganó notoriedad como un meme de Internet en 4chan, donde se hizo conocida como «Creepy-chan».

## Carrera

### America's Next Top Model
Después de ser contactada por correo electrónico por un agente de casting que la había visto en línea, Harvard audicionó con éxito para el ciclo 12 de America's Next Top Model. Durante el proceso de audición, declaró que pensaba que las hemorragias nasales eran bonitas, y que estaba fascinada por la sangre.
Harvard fue llamada en primer lugar por Tyra Banks cuatro veces, en los episodios dos, diez, doce y trece (la primera parte de la final). Estuvo en las dos últimas en dos ocasiones. En el episodio cuatro, quedó entre las dos últimas con la concursante Nijah Harris porque se le dijo que había analizado en exceso su sesión. En el episodio siete, estuvo en las dos últimas con la concursante Tahlia Brookins debido a su mediocre comercial y su aspecto unidimensional, lo que llevó a los jueces a cuestionar su versatilidad.
Durante el episodio final de America's Next Top Model, Harvard dio un convincente comercial de CoverGirl y fue aclamada por su mejoría del comercial anterior. En la pasarela final, fue considerada la que más mejoró a pesar de ser considerada la de peor caminata del grupo al comienzo de la competencia. A pesar de sus mejoras y su aspecto fuerte, Harvard perdió la competencia ante Teyona Anderson, por lo que quedó en segundo lugar.
En 2011, participó en el ciclo 17 de America's Next Top Model, la primera edición All-Stars del programa, donde fue el segundo lugar por segunda vez.
Al igual que todas las otras concursantes en el ciclo 17, Harvard recibió una palabra de marca: «única». Durante su tiempo en el programa, desarrolló su propio perfume llamado «Honey Blood» y actuó en un video musical para su canción «Underwater».
Junto a otras concursantes del All-Star, modeló para Express, Kardashian Kollection y Michael Cinco.
Harvard hizo una aparición en el final de temporada del ciclo 21, tomando parte en un comercial para la nueva colección de maquillaje de Tyra junto con los 4 concursantes finalistas.

### Modelaje
Harvard está actualmente contratada por Next Model Management y Elite Model Management. En junio de 2009, firmó con Nous Model Management, con sede en Los Ángeles, pero ya no está incluida en la lista actual de la agencia. Después de America's Next Top Model, ha modelado para KarmaLoop.com, caminó en la Semana de la Moda de Nueva York de 2012 para Gemma Kahng y Malan Breton, y apareció en un desplegado de modas para ONE Magazine. También ha modelado para Chromat y Richie Rich.
En junio de 2009, hizo un video en Internet con fourfour titulado «Fake Blood», y fue «entrevistada» por Winston, el «gato residente» de fourfour. Harvard fue el rostro del perfume «Impalpable» de Michael Cinco, con el modelo masculino Tierry Vilson y caminó en la Semana de la Moda de Filipinas 2012 con su compañera concursante del All-Stars, Dominique Reighard, en los espectáculos de moda de Michael Cinco y Rajo Laurel for Bench. Harvard estuvo en la portada del quinto número de la publicación en línea WeTheUrban. A mediados de 2012, apareció en fotos promocionales para G Fine Body Art, una marca de belleza que lanzó servicios de arte corporal brillante en salones y spas a partir del otoño de 2012.
En celebración del vigésimo quinto aniversario de Bench, Harvard caminó por la pasarela en Bench Universe: The 2012 Denim & Underwear Show en septiembre de 2012, junto con Reighard y esta vez con la ganadora del ciclo 18 de America's Next Top Model, Sophie Sumner.
El 6 de octubre de 2012, Harvard hizo una aparición en un episodio de I Am Meg: Own the World in Style, un programa de televisión de estilo de vida de Filipinas en ETC.
El 10 de octubre de 2012, un detrás de escena muestra que Harvard hizo una sesión de moda para la revista Bello, titulada «Hippie Trail». El 17 de octubre, caminó para NAVEN en la Semana de la Moda de Los Ángeles.
En octubre de 2013, se anunció que ella sería una de las presentadoras del programa de televisión filipino Mega Fashion Crew: Reloaded en ETC. En 2014, se convirtió en una de las jueces del espectáculo de televisión de competencia de baile de Filipinas, Celebrity Dance Battle, que se estrenó en TV5 el 22 de marzo. En agosto de 2014, Harvard fue contratada para otro espectáculo para Bench llamado The Naked Truth y estableció CatxBench, una ilustración de acuarela diseñada por ella, que forma parte de Bench Collection, en diciembre. El mismo mes, hizo las veces de jueza para la gran final de Miss Tierra de 2014. También tuvo lugar una aparición en America's Next Top Model para rodar en la nueva línea de maquillaje de Tyra llamada TYRA junto con los finalistas. También apareció en la edición de marzo de 2015 de la revista High Street con su novio, Jeremy Burke.
La misma Harvard confirmó que juzgará el Cosplay Authority Global Challenge (The CAGE), ubicado junto con AsiaPOP Comicon Manila 2015, en Manila.

### Actuación
El 21 de septiembre de 2012, se anunció que Harvard haría su debut como actriz con el personaje Carina en la película independiente Insensate. La película fue lanzada a principios de agosto de 2013 en iTunes y más tarde en Amazon.

## Filmografía

### Películas
| Año  | Película                          | Papel    | Notas         |
| ---- | --------------------------------- | -------- | ------------- |
| 2012 | Insensate                         | Carina   |               |
| —    | Dangerous Words from the Fearless | La chica | Posproducción |

### Televisión
| Año  | Espectáculo                                     | Papel      | Notas             |
| ---- | ----------------------------------------------- | ---------- | ----------------- |
| 2009 | America's Next Top Model (ciclo 12)             | Ella misma | Concursante       |
| 2011 | America's Next Top Model (ciclo 17)             | Ella misma | Concursante       |
| 2012 | Philippine Fashion Week                         | Ella misma | Modelo            |
| 2012 | Bench Universe: The 2012 Denim & Underwear Show | Ella misma | Modelo            |
| 2012 | I Am Meg: Own the World in Style                | Ella misma | Juez              |
| 2013 | Mega Fashion Crew: Reloaded                     | Ella misma | Juez              |
| 2014 | Celebrity Dance Battle Philippines              | Ella misma | Juez              |
| 2014 | Bench: The Naked Truth                          | Ella misma | Modelo            |
| 2014 | The Tim Yap Show Season V                       | Ella misma | Invitada          |
| 2014 | America's Next Top Model (ciclo 21)             | Ella misma | Estrella invitada |
| 2014 | Miss Tierra 2014                                | Ella misma | Juez              |
| 2015 | Kababayan Today                                 | Ella misma | Invitada          |